# Иван Додов
Иван Б. Додов е български офицер, генерал-майор, участник в Балканската (1912 – 1913) и Междусъюзническата война (1913), командир на 10,5 с. с. отделение от Софийския тежък артилерийски полк и на Софийския тежък артилерийски полк през Първата световна война (1915 – 1918).

## Биография
Иван Додов е роден на 5 декември 1873 г. в Сопот, Княжество България. През 1895 г. завършва в 16-и випуск на Военното на Негово Княжеско Височество училище и е произведен чин подпоручик. През 1899 г. е произведен в чин поручик, а през 1905 в чин капитан. На 22 септември 1912 г. е произведен в чин майор.
Майор Иван Додов взема участие в Балканската (1912 – 1913) и Междусъюзническата война (1913). На 1 октомври 1915 е произведен в чин подполковник.
По време на Първата световна война (1915 – 1918) подполковник Додов е отново е мобилизиран и командва на 10,5 см с. с. отделение от Софийския тежък артилерийски полк, за която служба съгласно заповед № 679 от 1917 г. „за бойни отличия през войната“ е награден с Военен орден „За храброст“, IV степен, 2 клас, като съгласно заповед № 905 от същата година наградата му е променена на Военен орден „За храброст“, IV степен, 1 клас. По-късно поема командването и на самия Софийски тежък артилерийски полк, за която служба съгласно заповед № 464 от 1921 г. е награден с Народен орден „За военна заслуга“, III степен, с военно отличие. През 1918 г. е произведен в чин полковник.
По време на военната си кариера служи 21-ви артилерийски полк, 7-и артилерийски полк, 2-ри артилерийски полк и Софийския арсенал. През 1923 г. е назначен за инспектор на артилерията, а на 26 март 1925 г. е произведен в чин генерал-майор. През 1928 г. е уволнен от служба.
Умира през 1945 г. е погребан в централните софийски гробища.

## Семейство
Генерал-майор Иван Додов е женен за френската гражданка Габриела (Хавър) и има 3 деца – Симеон, Лалка и Богдан Додови.

## Военни звания
- Подпоручик (1895)
- Поручик (1899)
- Капитан (1905)
- Майор (22 септември 1912)
- Подполковник (1 октомври 1915)
- Полковник (1918)
- Генерал-майор (26 март 1925)

## Награди
- Военен орден „За храброст“, IV степен, 2 клас (1917)
- Военен орден „За храброст“, IV степен, 1 клас (1917)
- Народен орден „За военна заслуга“, III степен, с военно отличие (1921)

## Образование
- Военно на Негово Княжеско Височество училище (до 1895)